# Bulbine flexicaulis
Bulbine flexicaulis là một loài thực vật có hoa trong họ Thích diệp thụ. Loài này được Baker mô tả khoa học đầu tiên năm 1896.